# Stéarate de lithium
Le stéarate de lithium est un sel du lithium utilisé dans les graisses de lubrification. On l'y incorpore à des pourcentages allant de 4 à 20 %.